# Margarete Traube
Margarete Traube (nota anche come Margarethe, o Margherita; Berlino, 4 giugno 1856 – Anzio, 11 dicembre 1912) è stata una chimica e attivista tedesca, anticipatrice di istanze femministe nell'Italia a cavallo tra Ottocento e Novecento.

## Biografia
Nasce a Berlino da una famiglia di ebrei tedeschi: suo padre è Ludwig Traube, famoso medico, mentre suo fratello era il celebre filologo mediolatino Ludwig Traube.
Giunta a Roma nel 1877, in un viaggio di piacere in compagnia della femminista Fanny Lewald, vi conosce Franz Christian Boll, medico e amico di famiglia. Boll, che era stato allievo di Emil Du Bois-Reymond, viveva da sei anni in Italia per curarsi da una tubercolosi polmonare e, dopo un primo vano tentativo presso l'Università di Genova, nel 1873 aveva ottenuto la cattedra di anatomia e fisiologia comparata presso l'Università di Roma.
Nel 1878 Margarete Traube decide di stabilirsi definitivamente in Italia, iscrivendosi all'Università di Roma dove diventa allieva prediletta di Jacob Moleschott, già allievo di suo padre. Il 12 marzo 1879 sposa Franz Christian Boll, ma rimane ben presto senza il marito, morto il 19 dicembre di quello stesso anno.
Rimasta vedova, si dedica alla cura e alla pubblicazione delle opere postume del marito sia in italiano che in tedesco.
In seguito, conosce l'ingegnere italiano Guglielmo Mengarini che sposa a Zurigo nel 1884. I due condurranno la loro vita tra Palazzo Mengarini, opera di Gaetano Koch, a fianco del Palazzo del Quirinale, e una villa a Porto d'Anzio.
Pupilla di Jacob Moleschott, svolge i primi lavori di ricerca nel laboratorio del fisiologo Emil Du Bois-Reymond, operando, in seguito, a Roma, nel laboratorio chimico di Stefano Capranica, già allievo del suo primo marito. Continua gli studi di fisiologia animale collaborando con il fisico Pietro Blaserna e quindi lavorando nel laboratorio di Casimiro Manassei, dove condusse ricerche sulla permeabilità cutanea.
Collabora quindi con Luigi Luciani e con l'Istituto di igiene di Angelo Celli, contribuendo, con Alberto Scala, a ricerche e pubblicazioni sulla chimica dei colloidi e delle leghe metalliche.
Negli ultimi due anni della sua vita, dal 1911, collabora nel laboratorio di chimica di Emanuele Paternò.
Ammalatasi di cancro, andò a curarsi, per alcuni mesi, a Milano, presso il celebre patologo ed igienista italiano Francesco Sanfelice. A Milano, durante la malattia, Margarethe non rinunciò, tuttavia, alla ricerca, beneficiando dell'ospitalità del laboratorio di Ettore Molinari.
In apparenza guarita, morì improvvisamente l'11 dicembre 1912, nella sua villa di Anzio, per i postumi di una grave influenza.
Femminista e attivista dei diritti delle donne, Margarethe Traube fu anche animatrice di un esclusivo salotto culturale romano che ebbe una certa influenza sulla cultura italiana dell'epoca, ospitando personalità come Theodor Mommsen, Emanuel Löwy, Pietro Blaserna, Adolf Furtwängler, oltre che suo fratello Ludwig.
Oltre alla sua produzione scientifica, Margarete Traube fu anche autrice di vena poliedrica, autrice di numerosi saggi su temi vari di filosofia, società, geografia, nessuno dei quali fu però mai pubblicato.
Porta il suo nome una delle sale della Grotta di Monte Cucco, in Umbria, "La Margherita", che la Traube fu la prima donna ad esplorare. Gli fu dedicata da Giambattista Miliani.
Sua nipote è l'attivista e filantropa Anna Fraentzel, figlia del medico Oscar Fraentzel e di una sorella di Margarete Traube. Anna Fraentzel, assieme al marito Angelo Celli, si sarebbe dedicata alla lotta contro la malaria e l'analfabetismo nell'Agro Romano e nelle paludi pontine.

## Opere
- Experimentelle Beiträge zur Physiologie des Fischgehirns, in «Archiv für Anatomie und Physiologie», 1884.
- Ricerche sui gas contenuti nella vescica natatoria dei pesci, in «Rendiconti della  Reale Accademia dei Lincei», 1888.
- L'educazione dei nostri figli, in «Nuova Antologia», 1898.
- Sulla coniugazione delle amebe, in «Rendiconti della R. Accademia dei Lincei», 1903.
- (con Alberto Scala), Ueber die chemische Durchlässigkeit lebender Algen- und Protozoenzellen für anorganische Salze und die spezifische Wirkung letzterer, in «Biochemische Zeitschrift», 1909.
- (con Alberto Scala), Soluzione di metalli allo stato colloidale ottenuta per azione dell'acqua distillata bollente, in «Atti della Società Italiana per il Progresso delle Scienze», 1910.